# Kentucky State University

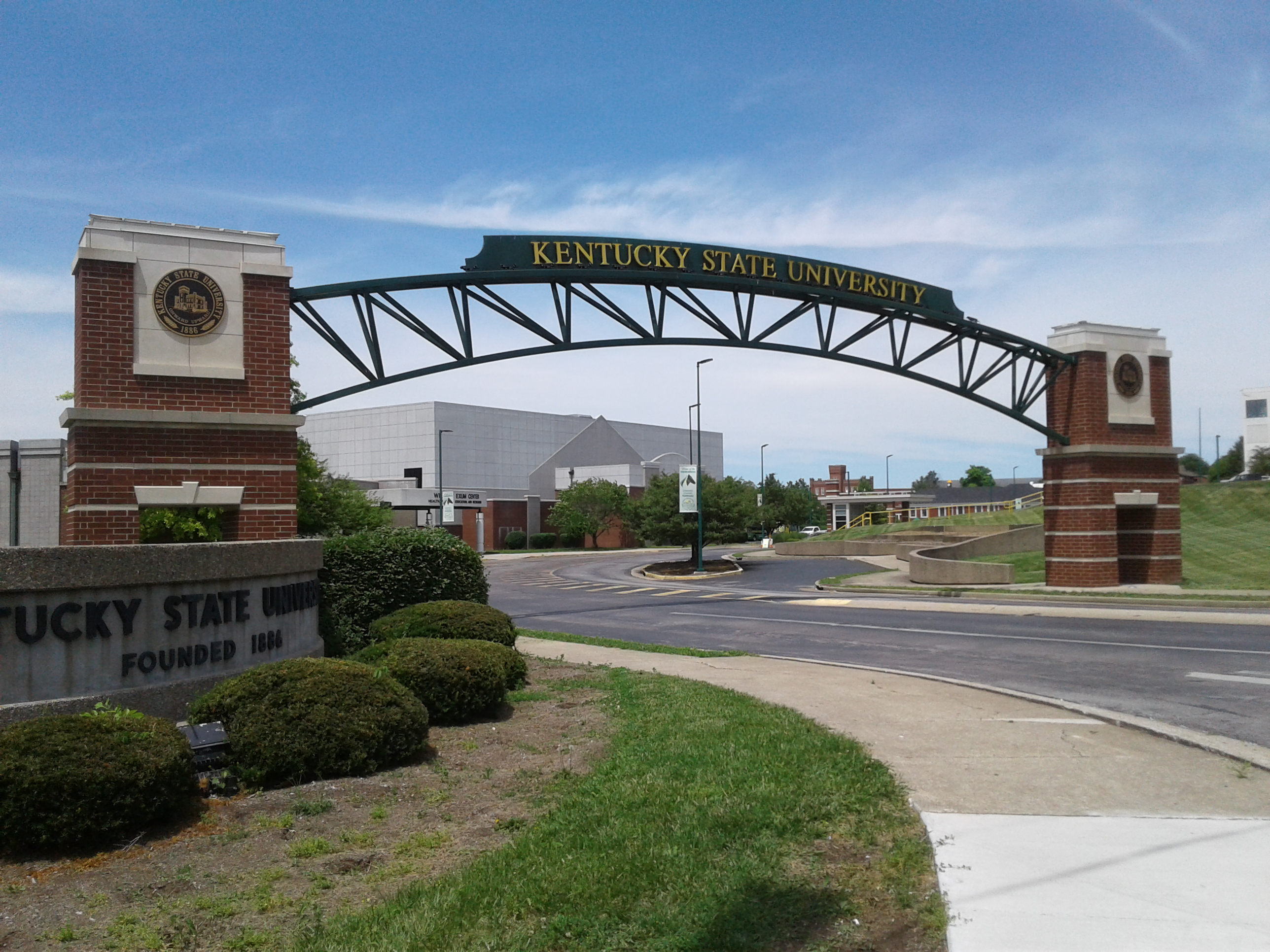
Haupteingang der Kentucky State University 2020

Die Kentucky State University (auch KSU oder KYSU genannt) ist eine staatliche Universität in Frankfort im US-Bundesstaat Kentucky. Derzeit sind 18.391 Studenten eingeschrieben, davon sind etwa die Hälfte Afroamerikaner.

## Geschichte

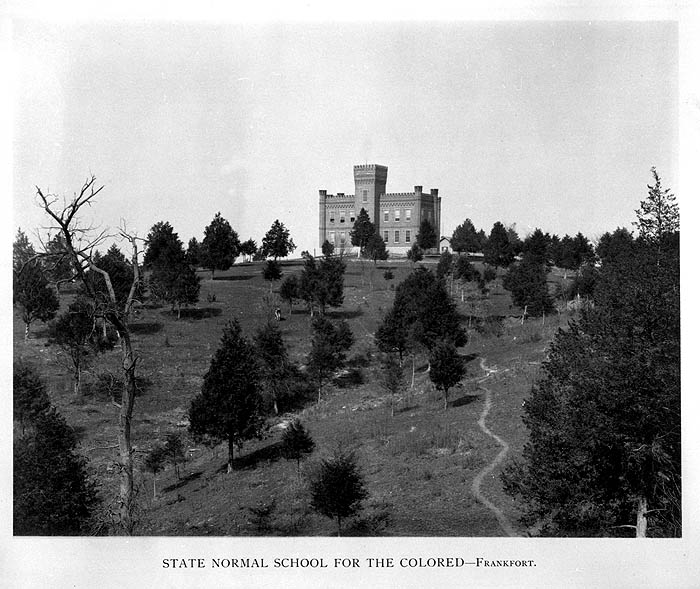
Kentucky State University, 1898

Die Hochschule wurde 1886 als reine afroamerikanische Universität (State Normal School for Colored Persons) gegründet und gehört zu den Historischen afroamerikanischen Colleges und Hochschulen. 1938 wurde sie umbenannt in Kentucky State College for Negroes. Die Aufhebung der Rassentrennung erfolgte 1954, sie nannte sich seither nur Kentucky State College. Den Universitätsstatus erhielt die Hochschule 1972.

## Colleges
Die Universität besteht aus drei Colleges:
- Kunst, Sozialwissenschaften und interdisziplinäre Studien
- Mathematik, Naturwissenschaften, Technologie und Gesundheit
- Professionelle Studien

## Präsidenten
- John Henry Jackson, 1886 – 1898[1]
- James Edward Givens, 1898 – 1900
- James Shelton Hathaway, 1900 – 1907
- John Henry Jackson, 1907 – 1910
- James Shelton Hathaway, 1910 – 1912
- Green Pinckney Russell, 1912 – 1923
- Francis Marion Wood, 1923 – 1924
- Green Pinckney Russell, 1924 – 1929
- Rufus B. Atwood, 1929 – 1962
- Carl McClellan Hill, 1962 – 1975
- William A. Butts, 1975 – 1982
- Raymond M. Burse, 1982 – 1989
- John T. Wolfe, Jr., 1990 – 1991
- Mary L. Smith, 1991 – 1998
- George W. Reid, 1998 – 2002
- Mary Evans Sias, 2004 – 2014
- Raymond M. Burse, 2014 – 2016
- M. Christopher Brown II, 2017 – 2021
- Ronald A. Johnson, (interim) 2022 – 2023[2]
- Koffi C. Akakpo, 2023 -

## Sport
Die Sportteams der KSU sind die Thorobreds. Die Hochschule ist Mitglied in der Southern Intercollegiate Athletic Conference.